# Wickerhamomyces
Wickerhamomyces Kurtzman, Robnett & Bas.-Powers – rodzaj grzybów należący do rodziny Wickerhamomycetaceae. Zaliczane są do drożdży.

## Systematyka
Pozycja w klasyfikacji według Index Fungorum: Metschnikowiaceae, Saccharomycetales, Saccharomycetidae, Saccharomycetes, Saccharomycotina, Ascomycota, Fungi.
Synonimy:
- Azymohansenula E.K. Novák & Zsolt 1961
- Hansenula Syd. & P. Syd. 1919
- Waltiozyma H.B. Mull. & Kock 1986
- Willia E.C. Hansen 1904[3].

Niektóre gatunki:
- Wickerhamomyces alni (Phaff, M.W. Mill. & M. Miranda) Kurtzman, Robnett & Bas.-Powers 2008
- Wickerhamomyces anomalus (E.C. Hansen) Kurtzman, Robnett & Bas.-Powers 2008
- Wickerhamomyces canadensis (Wick.) Kurtzman, Robnett & Bas.-Powers 2008
- Wickerhamomyces mucosus (Wick. & Kurtzman) Kurtzman, Robnett & Bas.-Powers 2008
- Wickerhamomyces silvicola (Wick.) Kurtzman, Robnett & Bas.-Powers 2008

Wykaz gatunków i nazwy naukowe według Index Fungorum.